# 카네이션, 백합, 백합, 장미
《카네이션, 백합, 백합, 장미》(Carnation, Lily, Lily, Rose)는 영국계 미국인 화가 존 싱어 사전트가 1885-6년경 제작한 캔버스 유화다.
낮에서 저녁으로 바뀌는 무렵을 배경으로 흰 옷을 입은 두 명의 어린 아이들이 종이 등불에 불을 밝히는 모습을 묘사한 그림이다. 정원에 위치한 아이들 뒤로 분홍 장미들과 강조된 노란색 카네이션, 그리고 키 큰 흰색 백합들 (일본의 산지 백합인 산나리일 가능성이 있다)이 그려져 있다. 그림은 푸른 나뭇잎으로 점철되어 있으며 깊이를 부여하기 위한 지평선이나 수평선이 묘사되어 있지 않다. 감상자는 아이들과 같은 혹은 그들을 내려다보는 시각을 가지게 된다. 그림의 두 대상인 소녀들은 서전트의 친구인 삽화가 프레드릭 버나드의 딸들이다. 좌측 인물은 11살의 돌리, 우측은 7살의 폴리로, 이들은 금발을 가지고 있었기에 선택되어 서전트의 원 모델이었던, 어두운 모발을 가지고 있던 프렌시스 데이비스 밀렛의 5살 딸을 대체했다. 제목은 조셉 마징기의 대중가요 〈Ye Shepherds Tell Me〉의 후렴에서 가져왔다. 남성 트리오로 행해지는 목가적 찬송가인 이 곡은 플로라의 복장을 다음과 같이 언급하고 있다. "그녀 머리에 씌워진 화환, 그녀 머리에 씌워져 있네, 카네이션, 백합, 백합, 장미(A wreath around her head, around her head she wore, Carnation, lily, lily, rose)"
이 작품은 코츠월드의 브로드웨이에 위치한 팬험 하우스에 딸린 영국의 정원을 무대로 하고 있다. 이곳은 그가 1885년의 여름을 보내고 있던 장소였다. 사전트가 자신의 1884년도 작품 《마담 X의 초상화》로 촉발된 스캔들에서 벗어나기 위해 밀렛와 함께 파리에서 영국으로 도피한 바로 직후였다. 사전트는 1885년 9월 미국인 화가 에드윈 오스틴 애비와 함께 탬즈강에서 뱃놀이를 하던 중 나무와 백합들 곳곳에 걸려진 등불을 목격하고 영감을 얻었다. 사전트는 황혼이 자아내는 빛의 정도를 정확히 포착하고 싶어 야외에서 그림을 그리기로 결심한다. 1885년 9월에서 11월까지 매일마다 그는 빛이 정확할 무렵의 몇 분간 그림을 그렸고 저녁의 그 자주색 색조를 그림 전반에 적용했다. 정원의 꽃들은 여름에서 가을이 되자 죽어버려 인공 꽃으로 대체할 수밖에 없었다. 사전트는 이듬해 여름 브로드웨이 부근에 위치한 밀렛의 새 집에서 작업을 재개하였고 1886년 10월 막바지에 마침내 그림이 완성되었다. 제작 과정에서, 사전트는 직사각형 캔버스에서 왼쪽을 대략 2 피트 (61 cm) 잘라내 사각형에 가깝게 만들었다.
작품은 1887년의 로열 아카데미 여름 전시회에서 공개되어 엇갈린 평가를 받았으며, 일부는 그의 "프랑스식" 스타일을 비판했다. 그러나 호평 또한 크게 받았고, 그 다음해 로열 아카데미의 회장 프레드릭 레이턴은 테이트 갤러리에게 프렌시스 레게트 챈트레이 경의 유산을 사용해 작품을 구매하라는 설득을 했다. 사전트의 작품 중에서는 최초로 공립 박물관이 소유하는 작품이 되었다. 그림은 테이트 콜렉션의 일부로 남았으며 테이트 브리튼에서 전시되고 있다.

## 참고 문헌
- Film about Carnation, Lily, Lily Rose - Tate
- A video discussion about Sargent's Carnation, Lily, Lily, Rose 보관됨 2014-10-07 - 웨이백 머신 from Smarthistory at Khan Academy.
- A Touch of Blossom: John Singer Sargent and the Queer Flora of Fin-de-siècle Art, Alison Mairi Syme, pp. 155–166
- John S. Sargent, His Life and Work: With an Exhaustive Catalogue of His Works, William Howe Downes p. 24, 140-1

## 더 읽어보기
- Herdrich, Stephanie L; Weinberg, H. Barbara (2000). 《American drawings and watercolors in the Metropolitan Museum of Art: John Singer Sargent》. New York: The Metropolitan Museum of Art. ISBN 0870999524.